# Miguel Antonio Checa Eguiguren
Miguel Antonio Checa Eguiguren (Piura, Perú; 5 de noviembre de 1889 - Viña del Mar, Chile; 5 de marzo de 1939) fue un hacendado, abogado y político peruano.
Nació en Piura, Perú, el 5 de noviembre de 1889 siendo el segundo hijo de Miguel Checa y Checa y Victoria Luisa Eguiguren Escudero. Se casó en Lima el 14 de septiembre de 1913 con María Luisa Solari Sánchez-Concha y tuvo siete hijos: Manuel, María Luisa, Víctor, Miguel, Juan, Teresa y Carmen Checa Solari. Estudió Jurisprudencia en la Universidad de San Marcos. 
En 1918 ocupó el cargo de Alcalde del distrito de Chorrillos. Posteriormente, durante el oncenio de Leguía fue elegido como diputado por la provincia de Piura en 1919, 1924 y 1929. Durante los últimos años de este gobierno fue nombrado Embajador y Ministro Plenipotenciario peruano en Argentina.
Encargó la construcción de su residencia en Lima en el distrito de Barranco, al reconocido arquitecto Ricardo de Jaxa Malachowski. En la actualidad, la casa es la residencia de los embajadores de España. 
Falleció en 1939 en Viña del Mar, Chile, el 5.III.1939, sepultado en el Mausoleo de la familia Eguiguren del Cementerio Católico de Santiago de Chile. En 1954 sus restos fueron trasladados al cementerio Presbítero Maestro de Lima.